# Санкош
Санкош, або Пуна-Цанг (англ. Sankosh) — річка, яка бере витік на півночі Бутану і впадає в річку Брахмапутра в індійському штаті Асам. 
В Бутані нижче злиття кількох приток в районі міста Вангді-Пходранг річка має назву Пуна-Цанг. Найбільші притоки — Мо і Пхо, які зливаються біля міста Пунакха. Дзонг Пунакха, який заснований безпосередньо над місцем злиття двох річок, є одним з найкрасивіших дзонгів у Бутані.
В районі Вангді-Пходранг на висоті 1364 м в річку впадає річка Данг. На південь від Вангді-Пходранг до міста Дагана вздовж річки слідує шосе. У районі міста Такшай річка зливається з річкою Хара. Останнім великим її притоком в Бутані є річка Дага.

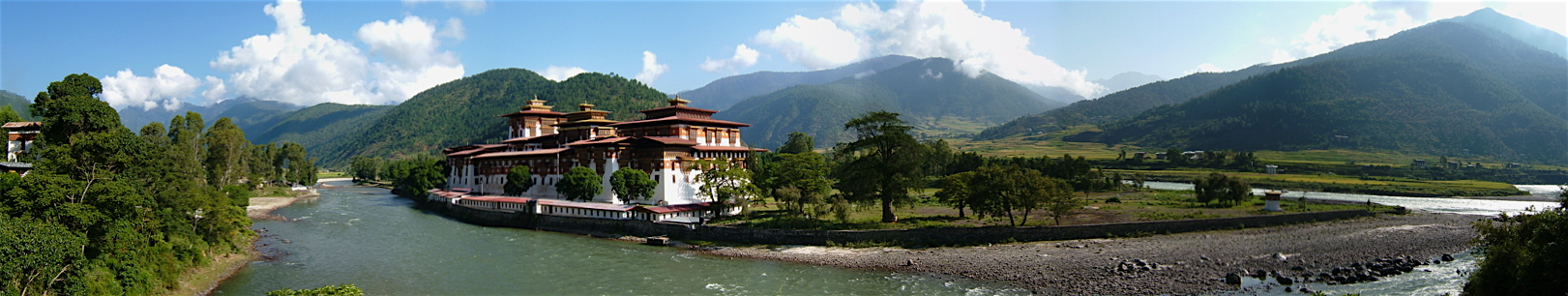
Панорамний вид на дзонг Пунакха, розташований в місці злиття річок Мо і Пхо